# Farafra
Koordinaten: 27° 3′ N, 27° 58′ O
Die Senke al-Farafra (arabisch الفرافرة, DMG al-Farāfra) mit ihrem größten Ort Qasr el-Farafra liegt etwa 300 km westlich von Asyut in Ägypten und war zu Zeiten der Pharaonen auch bekannt als Ta-iht (Ta-íḥu) oder Das Land der Kuh. Sie ist mit etwa 2500 Einwohnern nur dünn besiedelt.

## Geschichte
Die Senke war bereits in den Feuchtzeiten im frühen und mittleren Holozän vor 10.000 bis 6.000 Jahren (8.000–4.000 v. Chr.) und auch in pharaonischer Zeit besiedelt.
Hierfür liegen aber nur inschriftliche Zeugnisse vor. Das älteste Zeugnis ist die Erzählung vom beredten Bauern: ein Bauer aus dem Natrontal soll verschiedene Produkte im Niltal gegen Nahrungsmittel eintauschen, darunter sind Stäbe aus einem unbekannten Material aus der Oase Ta-íḥu. Weitere Zeugnisse finden sich in verschiedenen ägyptischen Tempeln (Tempelinschrift aus der Zeit Ramses’ II. im Luxor-Tempel, Inschrift des Merenptah im Karnak-Tempel, Oasenliste im Tempel von Edfu).
Die noch vorhandenen baulichen Zeugnisse stammen aus römischer oder koptischer Zeit. Die wenigen Inschriften stammen aus koptischer Zeit. Ahmed Fakhry vermutete, dass die römische Besiedelung etwa vom ersten vorchristlichen bis ins zweite nachchristliche Jahrhundert andauerte. Christen besiedelten die Senke etwa vom ersten bis ins siebente Jahrhundert, deren Anteil an der Gesamtbevölkerung ist aber unbekannt.

## Badr-Museum Farafra
Der einheimische Künstler Badr Abdel Moghny gründete vor über 30 Jahren ein kleines Museum und stellte dort seine Werke aus. Er verwendete alle Materialien der Natur von verschiedenfarbigem Sand bis zu Sandsteinen und Wurzeln. Badr hatte auch eine kleine Gästelodge, in der interessierte Künstler arbeiten konnten. Badr ist 1958 in Farafra geboren und lebte dort als Lehrer und später als Künstler. Er starb am 27. Oktober 2023 nach längerer Krankheit.

## Nationalpark Weiße Wüste (as-Sahra al-baida)

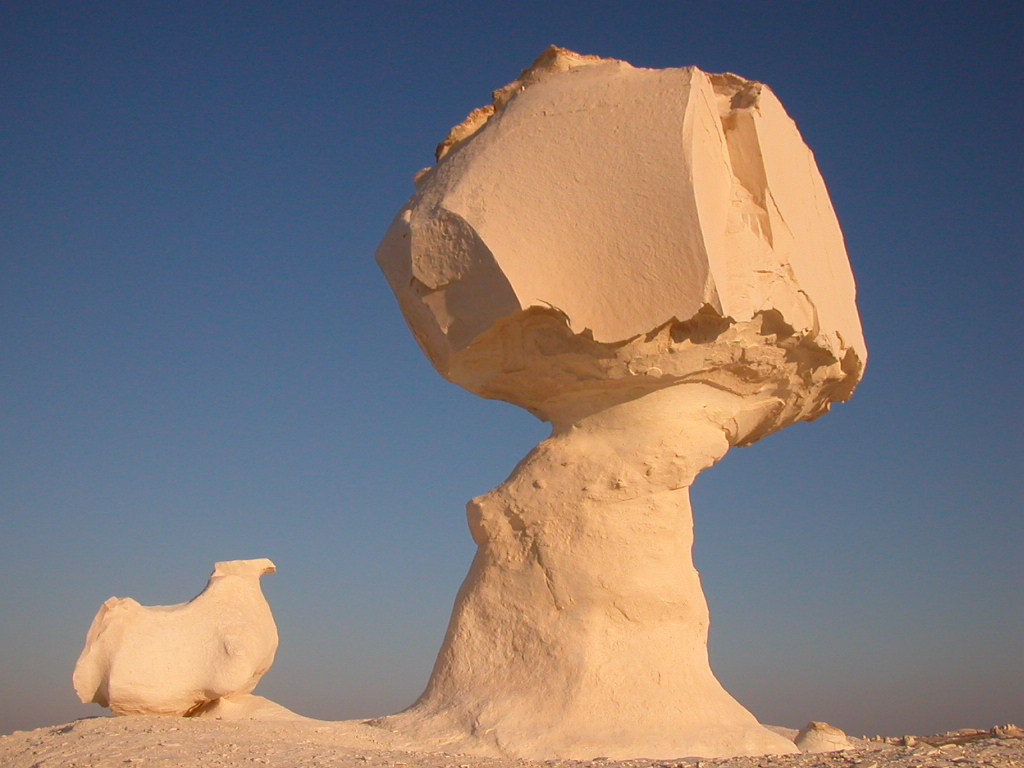
Formation in der Weißen Wüste

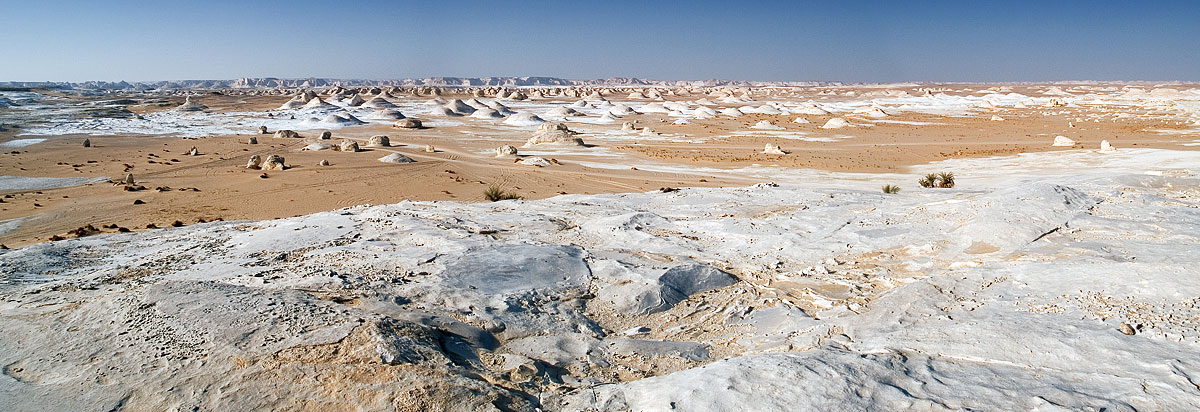
Panorama in der Weißen Wüste

Besonders beeindruckend ist die nördlich der Oase Farafra gelegene Weiße Wüste. Kalkformationen von riesigen Monolithen regen die Phantasie des Wüstenbesuchers an und erinnern an ein steinernes Kamel, einen Pilz, einen Hasen oder einen Pokal. Die Funde am Boden weisen darauf hin, dass hier einst Meeresboden war. Die Wüste ist nur mit geländegängigen Fahrzeugen befahrbar.
Eine der bedeutendsten benachbarten Oasen ist Bahariyya, ca. 180 Kilometer nördlich von Farafra. Zwischen diesen beiden Oasen befindet sich zudem der Kristallberg (Crystal Mountain), ein von zentimeter- bis dezimetergroßen Kristallen eingerahmter Felsdurchbruch.